# Sidydrassus
Sidydrassus es un género de arañas araneomorfas de la familia Gnaphosidae. Se encuentra en Rusia, Kazajistán y China.

## Lista de especies
Según The World Spider Catalog 12.0:
- Sidydrassus rogue Tuneva, 2005
- Sidydrassus shumakovi (Spassky, 1934)
- Sidydrassus tianschanicus (Hu & Wu, 1989)